# Collegio di South Ribble
South Ribble è un collegio elettorale situato in Lancashire, nel Nord Ovest dell'Inghilterra, e rappresentato alla Camera dei comuni del Parlamento del Regno Unito. Elegge un membro del parlamento con il sistema maggioritario a turno unico; l'attuale parlamentare è Paul Foster del Partito Laburista, che rappresenta il collegio dal 2024.

## Estensione
- 1983-1997: il Borough di South Ribble.
- 1997-2010: i ward del Borough di South Ribble di Charnock, Farington, Howick, Hutton and New Longton, Kingsfold, Leyland Central, Leyland St Ambrose, Leyland St John's, Leyland St Mary's, Little Hoole and Much Hoole, Longton Central and West, Lostock Hall, Manor, Middleforth Green, Moss Side, Priory e Seven Stars e i ward del distretto di West Lancashire di Hesketh with Becconsall, North Meols, Rufford e Tarleton.
- 2010-2024: i ward del Borough di South Ribble di Broad Oak, Charnock, Earnshaw Bridge, Golden Hill, Howick and Priory, Kingsfold, Leyland Central, Leyland St Ambrose, Leyland St Mary's, Little Hoole and Much Hoole, Longton and Hutton West, Lowerhouse, Middleforth, Moss Side, New Longton and Hutton East, Seven Stars e Whitefield, i ward del distretto di West Lancashire di Hesketh with Becconsall, North Meols, Rufford e Tarleton, e i ward del Borough di Chorley di Eccleston and Mawdesley e Lostock.
- dal 2024: i ward del Borough di South Ribble di Broad Oak, Broadfield, Buckshaw and Worden, Charnock, Earnshaw Bridge, Farington East, Farington West, Hoole, Howick and Priory, Leyland Central, Longton and Hutton West, Middleforth, Moss Side, New Longton and Hutton East, St. Ambrose e Seven Stars e i ward del Borough di Chorley di Croston, Mawdesley and Euxton South e Eccleston, Heskin and Charnock Richard..

I confini originali del collegio erano gli stessi del borough di South Ribble.
Per le elezioni generali del 1997 i villaggi orientali di Bamber Bridge e Walton-le-Dale furono spostati nel collegio di Preston; a seguito della modifica della rappresentanza parlamentare del Lancashire nel 2010, Walton-le-Dale e Bamber Bridge furono spostati nel collegio di Ribble Valley, insieme ai villaggi di Samlesbury, Higher Walton, Coupe Green, Gregson Lane, Lostock Hall, Farington e Farington Moss. Il borough di South Ribble è pertanto diviso tra i collegi di South Ribble e Ribble Valley.

## Membri del parlamento
| Elezione | Elezione           | Deputato           | Partito      |
| -------- | ------------------ | ------------------ | ------------ |
|          | 1983               | Robert Atkins      | Conservatore |
|          | 1997               | David Borrow       | Laburista    |
|          | 2010               | Lorraine Fullbrook | Conservatore |
| 2015     | Seema Kennedy      |                    | Conservatore |
| 2019     | Katherine Fletcher |                    | Conservatore |
|          | 2024               | Paul Foster        | Laburista    |

## Elezioni

### Elezioni negli anni 2020
| Partito                    | Partito                                           | Candidato                  | Risultati 4 luglio 2024 | Risultati 4 luglio 2024 |
| Partito                    | Partito                                           | Candidato                  | Voti                    | %                       |
| -------------------------- | ------------------------------------------------- | -------------------------- | ----------------------- | ----------------------- |
|                            | Laburista                                         | Paul Foster                | 19 840                  | 42,47                   |
|                            | Conservatore                                      | Katherine Fletcher         | 13 339                  | 28,55                   |
|                            | Reform UK                                         | Andy Hunter                | 8 995                   | 19,25                   |
|                            | Lib Dem                                           | Angela Turner              | 2 972                   | 6,36                    |
|                            | Verdi                                             | Stephani Mok               | 1 574                   | 3,37                    |
|                            |                                                   |                            |                         |                         |
| Iscritti                   | Iscritti                                          | Iscritti                   | 73 420                  | 100,00                  |
| ↳ Votanti (% su iscritti)  | ↳ Votanti (% su iscritti)                         | ↳ Votanti (% su iscritti)  | 46 720                  | 63,63                   |
| ↳ Astenuti (% su iscritti) | ↳ Astenuti (% su iscritti)                        | ↳ Astenuti (% su iscritti) | 26 700                  | 36,37                   |
|                            |                                                   |                            |                         |                         |
|                            | Esito: collegio passa da Conservatore a Laburista |                            |                         |                         |

### Elezioni negli anni 2010
| Partito                    | Partito                                   | Candidato                  | Risultati 12 dicembre 2019 | Risultati 12 dicembre 2019 |
| Partito                    | Partito                                   | Candidato                  | Voti                       | %                          |
| -------------------------- | ----------------------------------------- | -------------------------- | -------------------------- | -------------------------- |
|                            | Conservatore                              | Katherine Fletcher         | 30 028                     | 55,83                      |
|                            | Laburista                                 | Kim Snape                  | 18 829                     | 35,01                      |
|                            | Lib Dem                                   | Jo Barton                  | 3 720                      | 6,92                       |
|                            | Verdi                                     | Andy Fewings               | 1 207                      | 2,24                       |
|                            |                                           |                            |                            |                            |
| Iscritti                   | Iscritti                                  | Iscritti                   | 75 344                     | 100,00                     |
| ↳ Votanti (% su iscritti)  | ↳ Votanti (% su iscritti)                 | ↳ Votanti (% su iscritti)  | 53 784                     | 71,38                      |
| ↳ Astenuti (% su iscritti) | ↳ Astenuti (% su iscritti)                | ↳ Astenuti (% su iscritti) | 21 560                     | 28,62                      |
|                            |                                           |                            |                            |                            |
|                            | Esito: collegio confermato a Conservatore |                            |                            |                            |

| Partito                    | Partito                                   | Candidato                  | Risultati 8 giugno 2017 | Risultati 8 giugno 2017 |
| Partito                    | Partito                                   | Candidato                  | Voti                    | %                       |
| -------------------------- | ----------------------------------------- | -------------------------- | ----------------------- | ----------------------- |
|                            | Conservatore                              | Seema Kennedy              | 28 980                  | 52,85                   |
|                            | Laburista                                 | Julie Gibson               | 21 559                  | 39,32                   |
|                            | Lib Dem                                   | John Wright                | 2 073                   | 3,78                    |
|                            | UKIP                                      | Mark Smith                 | 1 387                   | 2,53                    |
|                            | Verdi                                     | Andrew Wight               | 494                     | 0,90                    |
|                            | National Health Action                    | Mark Jamell                | 341                     | 0,62                    |
|                            |                                           |                            |                         |                         |
| Iscritti                   | Iscritti                                  | Iscritti                   | 76 158                  | 100,00                  |
| ↳ Votanti (% su iscritti)  | ↳ Votanti (% su iscritti)                 | ↳ Votanti (% su iscritti)  | 54 834                  | 72,00                   |
| ↳ Astenuti (% su iscritti) | ↳ Astenuti (% su iscritti)                | ↳ Astenuti (% su iscritti) | 21 324                  | 28,00                   |
|                            |                                           |                            |                         |                         |
|                            | Esito: collegio confermato a Conservatore |                            |                         |                         |

| Partito                    | Partito                                   | Candidato                  | Risultati 7 maggio 2015 | Risultati 7 maggio 2015 |
| Partito                    | Partito                                   | Candidato                  | Voti                    | %                       |
| -------------------------- | ----------------------------------------- | -------------------------- | ----------------------- | ----------------------- |
|                            | Conservatore                              | Seema Kennedy              | 24 313                  | 46,43                   |
|                            | Laburista                                 | Veronica Bennett           | 18 368                  | 35,07                   |
|                            | UKIP                                      | David Gallagher            | 7 377                   | 14,09                   |
|                            | Lib Dem                                   | Sue McGuire                | 2 312                   | 4,41                    |
|                            |                                           |                            |                         |                         |
| Iscritti                   | Iscritti                                  | Iscritti                   | 76 452                  | 100,00                  |
| ↳ Votanti (% su iscritti)  | ↳ Votanti (% su iscritti)                 | ↳ Votanti (% su iscritti)  | 52 370                  | 68,50                   |
| ↳ Astenuti (% su iscritti) | ↳ Astenuti (% su iscritti)                | ↳ Astenuti (% su iscritti) | 24 082                  | 31,50                   |
|                            |                                           |                            |                         |                         |
|                            | Esito: collegio confermato a Conservatore |                            |                         |                         |

| Partito                    | Partito                                           | Candidato                  | Risultati 6 maggio 2010 | Risultati 6 maggio 2010 |
| Partito                    | Partito                                           | Candidato                  | Voti                    | %                       |
| -------------------------- | ------------------------------------------------- | -------------------------- | ----------------------- | ----------------------- |
|                            | Conservatore                                      | Lorraine Fullbrook         | 23 396                  | 45,47                   |
|                            | Laburista                                         | David Borrow               | 17 842                  | 34,67                   |
|                            | Lib Dem                                           | Peter Fisher               | 7 271                   | 14,13                   |
|                            | UKIP                                              | David Duxbury              | 1 895                   | 3,68                    |
|                            | BNP                                               | Rosalind Gauci             | 1 054                   | 2,05                    |
|                            |                                                   |                            |                         |                         |
| Iscritti                   | Iscritti                                          | Iscritti                   | 75 784                  | 100,00                  |
| ↳ Votanti (% su iscritti)  | ↳ Votanti (% su iscritti)                         | ↳ Votanti (% su iscritti)  | 51 458                  | 67,90                   |
| ↳ Astenuti (% su iscritti) | ↳ Astenuti (% su iscritti)                        | ↳ Astenuti (% su iscritti) | 24 326                  | 32,10                   |
|                            |                                                   |                            |                         |                         |
|                            | Esito: collegio passa da Laburista a Conservatore |                            |                         |                         |

### Elezioni negli anni 2000
| Partito                    | Partito                                | Candidato                  | Risultati 5 maggio 2005 | Risultati 5 maggio 2005 |
| Partito                    | Partito                                | Candidato                  | Voti                    | %                       |
| -------------------------- | -------------------------------------- | -------------------------- | ----------------------- | ----------------------- |
|                            | Laburista                              | David Borrow               | 20 428                  | 43,00                   |
|                            | Conservatore                           | Lorraine Fullbrook         | 18 244                  | 38,40                   |
|                            | Lib Dem                                | Mark Alcock                | 7 634                   | 16,07                   |
|                            | UKIP                                   | Kenneth Jones              | 1 205                   | 2,54                    |
|                            |                                        |                            |                         |                         |
| Iscritti                   | Iscritti                               | Iscritti                   | 75 414                  | 100,00                  |
| ↳ Votanti (% su iscritti)  | ↳ Votanti (% su iscritti)              | ↳ Votanti (% su iscritti)  | 47 511                  | 63,00                   |
| ↳ Astenuti (% su iscritti) | ↳ Astenuti (% su iscritti)             | ↳ Astenuti (% su iscritti) | 27 903                  | 37,00                   |
|                            |                                        |                            |                         |                         |
|                            | Esito: collegio confermato a Laburista |                            |                         |                         |

| Partito                    | Partito                                | Candidato                  | Risultati 7 giugno 2001 | Risultati 7 giugno 2001 |
| Partito                    | Partito                                | Candidato                  | Voti                    | %                       |
| -------------------------- | -------------------------------------- | -------------------------- | ----------------------- | ----------------------- |
|                            | Laburista                              | David Borrow               | 21 386                  | 46,37                   |
|                            | Conservatore                           | Adrian Owens               | 17 584                  | 38,13                   |
|                            | Lib Dem                                | Mark Alcock                | 7 150                   | 15,50                   |
|                            |                                        |                            |                         |                         |
| Iscritti                   | Iscritti                               | Iscritti                   | 73 792                  | 100,00                  |
| ↳ Votanti (% su iscritti)  | ↳ Votanti (% su iscritti)              | ↳ Votanti (% su iscritti)  | 46 120                  | 62,50                   |
| ↳ Astenuti (% su iscritti) | ↳ Astenuti (% su iscritti)             | ↳ Astenuti (% su iscritti) | 27 672                  | 37,50                   |
|                            |                                        |                            |                         |                         |
|                            | Esito: collegio confermato a Laburista |                            |                         |                         |

## Risultati dei referendum

### Referendum sulla permanenza del Regno Unito nell'Unione europea del 2016
|             | Collegio     | Lasciare UE % | Rimanere in UE % |
| ----------- | ------------ | ------------- | ---------------- |
|             | South Ribble | 56,8%         | 43,2%            |
| Inghilterra | 53,3%        | 46,7%         |                  |
| Regno Unito | 51,9%        | 48,1%         |                  |